# Pseudacanthocinus mindanaonis
Pseudacanthocinus mindanaonis is een keversoort uit de familie boktorren (Cerambycidae). De wetenschappelijke naam van de soort is voor het eerst geldig gepubliceerd in 1956 door Breuning.